# Vrcholové pokrytí
V matematické disciplíně teorie grafů je vrcholové pokrytí grafu taková podmnožina vrcholů, že každá hrana grafu je incidentní aspoň s jedním vrcholem z této množiny.
Minimální vrcholové pokrytí je klasický problém teoretické informatiky a je příkladem NP-úplnosti. Lze ho formulovat jako napůl celočíselný lineární program jehož duálním lin. programem je maximální párování grafu.

## Definice
Formálně, vrcholové pokrytí grafu G je množina C jeho vrcholů taková, že každá hrana z G je incidentní aspoň s jedním vrcholem z C. Množina C se nazývá pokrytí hran grafu G.

### Příklady vrcholového pokrytí
- Množina všech vrcholů každého grafu.
- Koncové vrcholy maximálního párování tvoří vrcholové pokrytí.
- Úplný bipartitní graf {\displaystyle K_{m,n}} má minimální pokrytí velikosti {\displaystyle \tau (K_{m,n})=\min(m,n)}.

### Vlastnosti
- Nějaká podmnožina vrcholů je vrcholovým pokrytím, právě když její doplněk je nezávislou množinou. Z toho rovněž plyne:
- Počet vrcholů grafu je roven velikosti minimálního vrcholového pokrytí + velikost max. nezávislé množiny (Gallai 1959).